# Regierungsbezirk Lüneburg

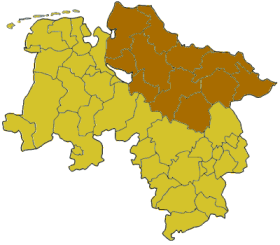
Regierungsbezirk Lüneburgs utsträckning 2004.

Regierungsbezirk Lüneburg var ett regeringsområde i preussiska provinsen Hannover åren 1885–1946 och i Niedersachsen mellan 1946 och 2004.
1910 hade det 11 341 km2 och 546 405 invånare. Det utgörs till stor del av Lüneburgheden, en av sand-, sten- och märgellager bestående slätt av i medeltal 80–120 m. höjd, som sträcker sig emellan Aller och Elbe (90 km. i s.ö. och n.v.), från Göhrde till trakten av Bremen och Stade.
Hela detta område är dock ingalunda en ofruktbar stäpp. Till och med de torraste ställena är klädda med ljung samt oftast med blåbärsris, och där tillräcklig fuktighet medger en rikare växtlighet, finnas stora bok- och björkskogar. Vackra ekdungar omger i synnerhet byarna. Hedens karakteristiska natur föranledde Föreningen för naturskyddsparker i Stuttgart att söka göra den centrala delen av densamma, trakten kring Wilseder Berg i kretsarna Soltau och Winsen, med en areal av 23 300 hektar, till en naturskyddspark, och föreningen har redan inköpt ett mindre område.
Tillsammans var 23 procent av regeringsområdet skogbevuxen mark, och denna ökas fortfarande genom skogssådd. Området utgjorde det forna Furstendömet Lüneburg. Det var indelat i 16 kretsar. 

## Källa
Den här artikeln är helt eller delvis baserad på material från Nordisk familjebok, Lüneburg, 1904–1926.